# ウィリアム・モリス (初代ナフィールド子爵)

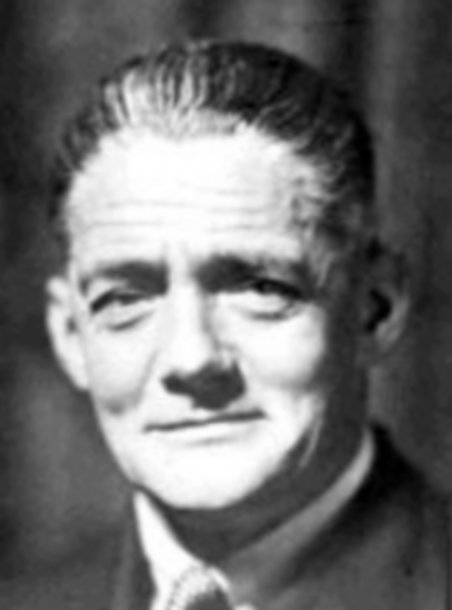
ウィリアム・モリス (初代ナフィールド子爵

初代ナフィールド子爵ウィリアム・リチャード・モリス（William Richard Morris, 1st Viscount Nuffield GBE CH FRS 、1877年10月10日 - 1963年8月22日）は、モーリス自動車会社の創立者であり、慈善家である。

## 来歴
1877年10月10日、イングランドのウスターで誕生した。3歳のとき、一家はオックスフォード近郊のヘディントンに転居した。 
1911年から1912年にかけてモリス・オックスフォードと名づけた自動車を設計し、オックスフォード郊外、コーリーで製造を開始したが、第一次世界大戦の勃発とともに工場が政府により軍需物資生産を割り当てられた。1919年に自動車の生産が再開され、その年に387台であった自動車生産数は、1923年には20,000台以上へと上昇した。モリスは、アメリカのヘンリー・フォードのフォード社に代表されるような大量生産技術をイギリスへ導入した先駆者の一人となった。モーリス・マイナーは、1928年に製造が開始された。
1938年2月にライレー（コヴェントリー）社および子会社のオートヴィア社が破産すると、モリスは同年9月に両社を個人的に買収し、まもなく自身の経営企業であるモーリス自動車会社に売却することでこれを傘下企業とした。このほか、1927年にもウォルスリー・モーター社を傘下に加えており、これら傘下の連結企業はナッフィールド・オーガニゼーションとよばれるようになった。
この企業体は1951年に、オースチン自動車会社と合併しブリティッシュ・モーター・コーポレーション(BMC)となり、以降さらなる合併がすすめられたが、モリス自身は1954年に社長を退任した。
1929年に準男爵に叙され、1934年1月13日に連合王国貴族であるオックスフォードシャーにおけるナフィールドのナフィールド男爵に、1938年1月24日に同じく連合王国貴族であるナフィールド子爵に叙された。1937年にアルバート・メダルを受賞。
モリスは1904年4月9日にエリザベス・モード・アンスティと結婚したが、2人の間に子供はいなかった。モリスは代わりに自身の財産の莫大な金額を多数の慈善事業のために費やした。1943年に、医療と社会救援を目的として、約1,000万ポンドの寄付によってナフィールド基金を創設した。また、オックスフォード大学にナフィールド・カレッジを創立した。
1963年8月22日に死去、爵位はすべて廃絶した。